# 15 Eridani
Désignations
15 Eridani (en abrégé 15 Eri) est une étoile binaire de la constellation de l'Éridan. Elle est visible à l'œil nu avec une magnitude apparente combinée de 4,88. D'après la mesure de sa parallaxe annuelle par le satellite Hipparcos, le système est distant d'approximativement ∼ 260 a.l. (∼ 79,7 pc) de la Terre. Il s'éloigne du Système solaire à une vitesse radiale héliocentrique de +24 km/s.
15 Eridani est une étoile binaire visuelle proche avec une période orbitale de 118,16 ans, une excentricité très faible de 0,03 et un demi-grand axe de 0,34 seconde d'arc. Sa composante primaire, désignée 15 Eridani A, est une étoile géante rouge de magnitude 5,32 et de type spectral K0 III. C'est une géante du red clump, ce qui signifie qu'elle est située à l'extrémité rouge de la branche horizontale et qu'elle génère son énergie par la fusion de l'hélium dans son noyau. L'étoile est estimée être âgée de 1,44 milliard d'années elle est 2,32 fois plus massive que le Soleil. Elle est 72,4 fois plus lumineuse que le Soleil et sa température de surface est de 4 960 K. Son compagnon, 15 Eridani B, est une étoile de magnitude 6,57.